# フォトン (カメラ)
フォトン（Foton ）は、フィルモやアイモなどムービー機材で知られるアメリカ合衆国のベル&ハウエルが1938年から開発を開始し1948年に発売したレンジファインダーカメラである。135フィルムを使用し24×36mm（ライカ）判。
モータードライブ、二重像合致式の連動距離計を内蔵し高機能である。発売当時は700ドルと高価格で大型だったためか商業的には成功せず、1949年495ドルに値下げされ、1950年には製造中止となった。製造は2,000台とも言われ、現存は数百台とも言われる。
シャッターボタンはボディー前面にあり、普通のシャッターボタンの位置である巻き上げノブの横にあるシャッターボタンに見えるボタンは巻き戻しボタンである。
シャッターは、マウント側から一見するとバリオ型2枚羽根に見えるが、実際には縦走り金属幕フォーカルプレーンシャッターである。シャッター速度はB、1、1/2、1/5、1/10、1/25、1/50、1/100、1/250、1/500、/1/1000秒。シャッターボタン基部のレバー操作を"Repeat"とすると連続撮影が可能になるが、そのコマ数は資料により3コマ/秒から6コマ/秒までまちまちである。1回のチャージで20コマ程度は撮影できる。ゼンマイ巻き上げキーは底面にある。巻上ノブを持ち上げれば手巻きも可能。
レンズマウントは専用で、標準として装着されるのはテーラー・テーラー・ホブソン製クック・アモタール・アナスチグマット (Cooke Amotal Anastigmat) 2inT2.2（F2）。交換レンズにはクック・フィールド・パンクロ (Cooke Field Panchro) 4inT2.8（F2.5）、クック・パンクロタール212mmF5.6、クック・パンクロタール313mmF5.6がある。標準レンズはピッチの細かいネジマウント、それ以外は外爪式バヨネットマウント。
ピント合わせはシャッターボタンの横にあるダイヤルで行うが、鏡胴を持って行うこともできる。コンタックスと似ているが、縦に回転する点、無限遠ロックがない点が違う。
ファインダーは透視式で、それと別に二重像合致式の連動距離計を内蔵する。
アクセサリーシューはホットシューになっており、専用ファインダーを取り付けてもファインダーの上にもホットシューがある。